# Prix Victor Rossel
Pour les articles homonymes, voir Rossel.
Le prix Victor Rossel est un prix littéraire de Belgique institué en 1938 par le journal Le Soir afin de rappeler le souvenir du fils de son fondateur et pour récompenser un roman ou un recueil de nouvelles belge. Il constitue un des événements majeurs de la vie littéraire en Belgique.
Depuis 1999, existe également le prix Victor Rossel des jeunes et depuis 2019 le Prix Victor Rossel de la bande dessinée.

## Récompense
Il est récompensé par une somme de 5 000 euros et une lithographie de Royer.

## Jury
Le jury est indépendant et aime le rappeler. On y a vu Franz Hellens, Jules Romains, Colette, François Emmanuel, Jacqueline Harpman. Aujourd’hui, il se compose de sept membres permanents : Pierre Mertens, qui le préside, Michel Lambert, Jean-Luc Outers, Thomas Gunzig, Ariane Le Fort, Isabelle Spaak et Jean-Claude Vantroyen. Le jury est également composé de deux libraires qui sont différents chaque année.

## Liste des lauréats
- 1938 – Marguerite Guyaux, Bollèche
- 1939 – Madeleine Ley, Le Grand Feu
- 1946 – Max Defleur, Le Ranchaud
- 1947 – Maurice Carême, Contes pour Caprine
- 1948 – Nelly Kristink, Le Renard à l'anneau d'or
- 1949 – Jean Welle, Le bonheur est pour demain...
- 1950 – André Villers pour La Griffe du léopard
- 1951 – Daniel Gillès, Mort la douce
- 1952 – Albert Ayguesparse, Notre ombre nous précède
- 1953 – Paul-Aloïse De Bock, Terres basses
- 1954 – Jacqueline de Boulle, Le Desperado
- 1955 – Lucien Marchal, La Chute du grand Chimu
- 1956 – Stanislas d'Otremont, L'Amour déraisonnable
- 1957 – Edmond Kinds, Les Ornières de l'été
- 1958 – Stéphane Jourat, Entends, ma chère, entends
- 1959 – Jacqueline Harpman, Brève Arcadie
- 1960 – Victor Misrahi, Les Routes du Nord
- 1961 – David Scheinert, Le Flamand aux longues oreilles
- 1962 – Maud Frère, Les Jumeaux millénaires
- 1963 – Charles Bertin, Le Bel Âge
- 1964 – Louis Dubrau, À la poursuite de Sandra
- 1965 – Jacques Henrard, L'Écluse de novembre
- 1966 – Eugénie De Keyser, La Surface de l'eau
- 1967 – Marie Denis, L'Odeur du père
- 1968 – Charles Paron, Les vagues peuvent mourir
- 1969 – Franz Weyergans, L'Opération
- 1970 – Pierre Mertens, L'Inde ou l'Amérique
- 1971 – Renée Brock, L'Étranger intime
- 1972 – Irène Stecyk, Une petite femme aux yeux bleus
- 1973 – Georges Thinès, Le Tramway des officiers
- 1974 – André-Marcel Adamek, Le Fusil à pétales
- 1975 – Sophie Deroisin, Les Dames
- 1976 – Gabriel Deblander, L'Oiseau sous la chemise
- 1977 – Vera Feyder, La Derelitta
- 1978 – Gaston Compère, Portrait d'un roi dépossédé
- 1979 – Jean Muno, Histoires singulières
- 1980 – Jacques Crickillon, Supra-Coronada
- 1981 – François Weyergans, Macaire le Copte
- 1982 – Raymond Ceuppens, L'Été pourri
- 1983 – Guy Vaes, L'Envers
- 1984 – Jean-Pierre Hubin, En lisière
- 1985 – Thierry Haumont, Le Conservateur des ombres
- 1986 – Jean-Claude Pirotte, Un été dans la combe
- 1987 – René Swennen, Les Trois Frères
- 1988 – Michel Lambert, Une vie d'oiseau
- 1989 – Jean-Claude Bologne, La Faute des femmes
- 1990 – Philippe Blasband, De cendres et de fumées
- 1991 – Anne François, Nu-Tête
- 1992 – Jean-Luc Outers, Corps de métier
- 1993 – Nicole Malinconi, Nous deux
- 1994 – Alain Bosquet de Thoran, La Petite Place à côté du théâtre
- 1995 – Patrick Roegiers, Hémisphère nord (Seuil)[3]
- 1996 – Caroline Lamarche, Le Jour du chien (Minuit)
- 1997 – Henry Bauchau, Antigone (Actes Sud) ; Jean-Philippe Toussaint, La Télévision (Minuit)
- 1998 – François Emmanuel, La Passion Savinsen (Stock)
- 1999 – Daniel De Bruycker, Silex. La tombe du chasseur (Actes Sud)
- 2000 – Laurent de Graeve, Le Mauvais Genre (éditions du Rocher)
- 2001 – Thomas Gunzig, Mort d'un parfait bilingue (Au Diable Vauvert)
- 2002 – Xavier Deutsch, La Belle Étoile (Le Castor Astral)
- 2003 – Ariane Le Fort, Beau-fils (Seuil)
- 2004 – Isabelle Spaak[4], Ça ne se fait pas (éditions des Équateurs)
- 2005 – Patrick Delperdange, Chants des gorges (Wespieser)
- 2006 – Guy Goffette, Une enfance lingère (Gallimard)
- 2007 – Diane Meur, Les Vivants et les Ombres (Wespieser)
- 2008 – Bernard Quiriny, Contes carnivores (Seuil)
- 2009 – Serge Delaive, Argentine (La Différence)
- 2010 – Caroline De Mulder, Ego Tango (Champ Vallon)[5]
- 2011 : Geneviève Damas, Si tu passes la rivière (Luce Wilquin)[6]
- 2012 : Patrick Declerck, Démons me turlupinant (Gallimard)[7]
- 2013 : Alain Berenboom, Monsieur Optimiste (Genèse Édition)[8]
- 2014 : Hedwige Jeanmart, Blanès (Gallimard)[9]
- 2015 : Eugène Savitzkaya, Fraudeur (Minuit)[10]
- 2016 : Hubert Antoine, Danse de la vie brève (Verticales)[11]
- 2017 : Laurent Demoulin, Robinson (Gallimard)[12]
- 2018 : Adeline Dieudonné, La Vraie Vie (L'Iconoclaste)[13]
- 2019 : Vinciane Moeschler, Trois incendies (Stock)[14]
- 2020 : Catherine Barreau, La Confiture de morts (Weyrich)[15]
- 2021 : Philippe Marczewski, Un corps tropical (Paris, Inculte)[16]
- 2022 : Stéphane Lambert, L'Apocalypse heureuse (Arléa)[17],[18]
- 2023 : Antoine Wauters, Le Plus Court Chemin (Verdier)[19]
- 2024 : Velibor Čolić pour Guerre et pluie (Gallimard)

## Prix Rossel de la bande dessinée
Fondés en 2008 à l'initiative de Jean Dufaux et la Ville d'Ottignies-Louvain-la-Neuve, les Prix Diagonale étaient décernés à Louvain-la-Neuve pour récompenser, entre 2008 et 2018, des auteurs de bande dessinée. À partir de 2019, les prix Diagonale rejoignent les prix Rossel et le statut change pour restreindre sa portée à des auteurs belges ou résidant en Belgique depuis 5 ans ; la présidence passe à Bernard Hislaire et le grand prix alternera entre auteurs et autrices. La première édition de ce prix a lieu en mai 2019.

### Palmarès 2019
- Grand prix Victor Rossel de la BD : Frank Le Gall[21]
- meilleur album : Trap de Mathieu Burniat et Loup Michiels
- meilleure série : Stig et Tilde de Max de Radiguès.
- Mention spéciale du jury et du comité belge de la SCAM pour l’innovation en BD : David Vandermeulen pour la collection La Petite Bédéthèque des savoirs (Le Lombard)

### 2020
Palmarès 2020 :
- Grand prix de l'Académie Victor Rossel : Posy Simmonds[23]
- meilleur album : Incroyable ! de Zabus et Hippolyte[24]
- Meilleure série : Le Royaume de Benoît Feroumont[25]
- Mention spéciale du jury et du comité belge de la SCAM pour l’innovation en BD : Eleonore Scardoni et Romane Armand pour Forgeries[26]